# Józef Rymut
Józef Rymut (ur. 26 lutego 1894 w Zawadzie, zm. 7 września 1946 pod Jelenią Górą) – pułkownik artylerii Wojska Polskiego, dowódca 1 pułku artylerii najcięższej, wykładowca Centrum Wyszkolenia Artylerii w Toruniu.

## Życiorys
Był synem Michała Rymuta z Lubziny i Karoliny z domu Słota. Miał trzech braci. Najstarszy Stanisław zginął na froncie I wojny światowej w bitwie pod Kraśnikiem. Ukończył Szkołę Podstawową w Zawadzie, a następnie c. k. Gimnazjum im. Franciszka Józefa w Dębicy.
Szkolony na artylerzystę w Wiedniu i we Francji, gdzie odbył dłuższy staż. 
W czasie I wojny światowej walczył w szeregach cesarskiej i królewskiej armii. Jego oddziałem macierzystym był pułk artylerii górskiej nr 10. Na stopień podporucznika został mianowany ze starszeństwem z 1 sierpnia 1916 w korpusie oficerów rezerwy artylerii polowej i górskiej.
Następnie w Armii Polskiej we Francji. Walczył w wojnie polsko-bolszewickiej. Dowodził wówczas 7 baterią II dywizjonu 11 pułku artylerii polowej. Walczył m.in. pod Radzyminem w sierpniu 1920. W bitwie pod Ossowem 14 sierpnia 1920 roku w ciągu walki 7 bateria pod dowództwem porucznika Józefa Rymuta wystrzelała 380 pocisków. Spowodowało to rozbicie tyraliery rosyjskiego wojska i miało znaczny wpływ na dalszy przebieg bitwy.

### W II Rzeczypospolitej
W czerwcu 1920 roku 11 pułk artylerii polowej został przemianowany na 22 pułk artylerii polowej. Po zakończeniu wojny w 1921 roku pułk stacjonował w Przemyślu, później przeniósł się do Rzeszowa. Po zakończeniu wojny z bolszewikami Rymut służył nadal w 22 pułku artylerii polowej pełniąc obowiązki komendanta kadry baterii zapasowej. W 1924 roku został mianowany dowódcą III dywizjonu 22 pułku artylerii polowej, który stacjonował w Gródku Jagiellońskim.
Od 1927 roku pracował na stanowisku wykładowcy Centrum Wyszkolenia Artylerii w Toruniu. Jednocześnie był w kadrze oficerów artylerii. Ten okres przyniósł też ważne wydarzenia w życiu osobistym. W roku 1926 ożenił się w Krakowie z pochodzącą z Jarosławia Marią Kowalską. W roku 1927 urodził mu się w Toruniu jedyny syn, Roman.
Z dniem 1 listopada 1929 roku przeniesiony został z Centrum Wyszkolenia Artylerii w Toruniu do 1 pułku artylerii górskiej w Stryju na stanowisko dowódcy dywizjonu. Wkrótce został przesunięty ze stanowiska dowódcy dywizjonu na stanowisko zastępcy dowódcy 1 pułku artylerii górskiej. W związku z przeformowaniem 1 pułku artylerii górskiej w 1 pułk artylerii motorowej wraz z żoną wyjechał do Francji, gdzie odbywał roczne szkolenie wojskowe. Od 1 czerwca 1932 do maja 1936 roku pełnił funkcję zastępcy dowódcy 1 pułku artylerii motorowej w Stryju
Od 2 maja 1936 roku do klęski wrześniowej 1939 roku był dowódcą 1 pułku artylerii najcięższej w Górze Kalwarii. W tym czasie pułk był przezbrojony w nowy sprzęt zakupiony w czechosłowackiej fabryce Skoda, powstawały nowe budynki. Od 1935 roku kierowano do pułku poborowych głównie z Warszawy i Łodzi ze względu na wysoki poziom ich wykształcenia. Wiązało się to z koniecznością nauki poborowych prowadzenia i obsługi pojazdów mechanicznych. Oprócz intensywnego szkolenia i ćwiczeń wojskowych w pułku toczyło się bogate życie kulturalne. Istniało kółko dramatyczne, chór, orkiestra pułkowa, organizowano wyjścia do kina i teatru. Pułk prowadził również wiele akcji społecznych: składki na rzecz miejscowego oddziału Caritasu, organizowanie zabaw dla dzieci, dożywiania w Szkole Powszechnej nr 2 w Górze Kalwarii. Działalnością charytatywną zajmowały się przede wszystkim żony oficerów. W dowód wdzięczności ze strony społeczności Góry Kalwarii ojcem chrzestnym sztandaru szkoły poświęconego 21 czerwca 1937 roku został podpułkownik Józef Rymut. Do dziś istnieje w tym mieście muzeum poświęcone historii 1 pan.

### Kampania wrześniowa
W czasie mobilizacji 1 pan wystawił trzy dywizjony artylerii najcięższej: 11, 12 i 13. W walkach obronnych 11 dywizjon wspierał ogniem piechotę pod Tomaszowem Lubelskim. Gdy zabrakło pocisków moździerze, jako bezużyteczne zniszczono, ciągniki spalono, a artylerzyści walczyli w szeregach piechoty. 12 i 13 dywizjon odeszły do Dubna. 12 dywizjon dołączył do Grupy „Dubno”. Natomiast 13 dywizjon pomaszerował w kierunku granicy z Rumunią i dostał się w ręce Sowietów. Powstał również Ośrodek Zapasowy Artylerii Motorowej nr 1, do którego weszły pozostałości 1 pan. Pułkownik Rymut został dowódcą Ośrodka Zapasowego Artylerii Motorowej w Górze Kalwarii. Ośrodek podporządkowany był Armii „Lublin”. W nocy z 6 na 7 września 1939 pułkownik ewakuował Ośrodek Artylerii z Góry Kalwarii przez most w Brzuminie w rejon Sobień-Jezior. 9 września żołnierze stoczyli dwie potyczki z niemieckimi patrolami. Na wiadomość o tym, że Niemcy przekroczyli Wisłę, Rymut podjął decyzję o dalszej ewakuacji w kierunku wschodnim. Po uzyskaniu informacji o wkroczeniu na teren Polski wojsk sowieckich przekroczył z częścią oficerów i żołnierzy 19 września 1939 roku granicę z Rumunią, a potem przedostał się na Węgry, gdzie organizował przerzuty oficerów i żołnierzy polskich.

### Pobyt w obozie internowania w Egerze na Węgrzech
W czasie pobytu w obozie internowania w latach 1939–1944 pełnił różne funkcje. 6 stycznia 1940 roku w imieniu obozu składał z dwoma pułkownikami przysięgę „na wierność w nieustającej dalszej walce z wrogiem” przed generałem Dębińskim, szefem Przedstawicielstwa Polskich Żołnierzy Internowanych w Królestwie Węgier. Był współzałożycielem Funduszu Samopomocy i dopomożenia rodzinom w kraju oraz jego prezesem. 1 maja 1940 roku został starszym obozu i pełnił tę funkcję do 8 maja 1942 roku. „Miał renomę dobrego liniowca i organizatora, a przy tym był koleżeński i taktowny” – pisał o nim Tadeusz Lechowicki-Czechowicz w obozowych wspomnieniach. Jako starszy obozu brał udział w spotkaniach z władzami węgierskimi w Budapeszcie. 16 maja doznał ciężkiego zawału serca. Od 1943 roku kierował działem szkolenia wojskowego w obozie. Szkolenie było bardzo intensywne, bo żołnierze mieli nadzieję na walkę z wrogiem. Opracował też program wykładów wojskowych dla żołnierzy, wielokrotnie wygłaszał odczyty. Miał pod osobistą opieką sztandar pułku, który przy nadarzającej się okazji podał drogą dyplomatyczną do Francji. Następnie sztandar został przekazany do Szkocji. Obecnie znajduje się w Instytucie Polskim i Muzeum gen. Sikorskiego w Londynie. 13 listopada w związku z nadejściem do Egeru wojsk radzieckich obóz został ewakuowany. Pułkownik Józef Rymut znalazł się w oflagu III Genshagen pod Berlinem, skąd wrócił do Polski wiosną 1945 roku.

### Po wojnie
W lipcu 1945 roku został powołany do Wojska Polskiego przez Rejonową Komendę Uzupełnień w Jarosławiu. Rozkazem personalnym Naczelnego Dowódcy WP nr 809 z 13 września 1945 r. został wyznaczony na stanowisko szefa sztabu 13 Brygady Artylerii w Toruniu. W marcu 1946 roku został dowódcą artylerii 10 Sudeckiej Dywizji Piechoty w Jeleniej Górze.
Zginął 7 września 1946 podczas manewrów wojskowych na poligonie pod Jelenią Górą. Został pochowany na krakowskim Cmentarzu wojskowym–Rakowickim (kwatera 8WOJ-wsch-13).

## Awanse
- kapitan – 3 maja 1922 zweryfikowany ze starszeństwem z dniem 1 czerwca 1919 w korpusie oficerów zawodowych artylerii
- major – 1 grudnia 1924 ze starszeństwem z dniem 15 sierpnia 1924 w korpusie oficerów zawodowych artylerii[17]
- podpułkownik – ze starszeństwem z dniem 1 stycznia 1931 w korpusie oficerów zawodowych artylerii
- pułkownik – ze starszeństwem z dniem 19 marca 1939 i 4. lokatą w korpusie oficerów służby stałej artylerii[18]

## Ordery i odznaczenia
- Złoty Krzyż Zasługi (19 marca 1935)[19][20][15]

- Signum Laudis Brązowy Medal Zasługi Wojskowej z mieczami na wstążce Krzyża Zasługi Wojskowej (Austro-Węgry)
- Srebrny Medal Waleczności 2 klasy (Austro-Węgry)
- Krzyż Wojskowy Karola (Austro-Węgry)[2]